# 卫星导航系统
衛星導航系統（Global Navigation Satellite System, GNSS）是覆蓋全球的自主地利空間定位的衛星系統，允許小巧的電子接收器確定它的所在位置（經度、緯度和高度），並且經由衛星廣播沿著視線方向傳送的時間信號精確到10米的範圍內。接收機計算的精確時間以及位置，可以作為科學實驗的參考。
截至2020年6月，只有美國的全球定位系統 （GPS；共由24顆衛星組成）、俄罗斯的格洛納斯系統（GLONASS）和中國的北斗衛星導航系統（BDS）覆蓋全球。歐洲聯盟的伽利略定位系統則為在初期部署階段的全球導航衛星系統，預定最早到2020年才能夠充分的運作。一些國家，包括法國、日本和印度，都在發展區域導航系統。
GPS、GLONASS和GALILEO都是由24顆衛星組成，以中地球軌道分布在幾個軌道平面上。實際的系統各自不同，但是使用的軌道傾斜都大於50°，和軌道週期大約都是12小時（高度大約20000公里）。北斗衛星導航系統由30顆衛星組成，其中24顆在3個中地球軌道，3顆在3個地球同步軌道，3顆在地球靜止軌道。

## 全球卫星导航系统
全球卫星导航系统国际委员会認定系統
- 美国：全球定位系統（GPS），共有24顆工作衛星，1978年首次發射，1994年建成。
- 俄羅斯：全球導航衛星系統（GLONASS），共有24顆工作衛星，1982年首次發射，1995年建成。
- 中國：北斗卫星导航系统（BDS），共有30顆工作衛星，2000年首次發射，2020年建成。
- 欧洲联盟：伽利略定位系統（GALILEO），共有24顆工作衛星，2011年首次發射。2021年，24顆衛星在軌。不過，還需發射6顆後備衛星，才算建造完成。

## 區域型衛星導航系統
- 印度：印度區域導航衛星系統（IRNSS），共有7顆工作衛星，長遠目標增至24顆。
- 日本：準天頂衛星系統（QZSS），共有5顆工作衛星，長遠目標增至11顆。